# Kleiner Auersberg
Der Kleine Auersberg ist ein 808 m ü. NN hoher Berg im bayerischen Teil der Rhön. Er befindet sich fünf Kilometer südwestlich des Ortszentrums von Wildflecken im Landkreis Bad Kissingen auf der Wasserscheide von Sinn und Kleiner Sinn.
Der Kleine Auersberg ist nur teilweise bewaldet und sein Gipfel stellt daher einen guten Aussichtspunkt dar. Bei guter Sicht reicht der Blick vom Kreuzberg im Osten, Dreistelzberg und  Spessart im Südwesten bis zum Vogelsberg im Nordwesten. Bei sehr guter Fernsicht sind auch Wolkenkratzer von Frankfurt am Main und der Taunus erkennbar.
Der Kleine Auersberg liegt innerhalb des 1938 errichteten Truppenübungsplatzes Wildflecken. Das gesamte Gelände ist Militärisches Sperrgebiet. Die einzige Chance für Zivilisten, den Kleinen Auersberg zu besteigen, besteht an den Volkswandertagen, die einmal jährlich am letzten Wochenende im Juli stattfinden. Wegen der guten Aussicht führt dabei häufig eine der vorgeschriebenen Routen auf den Gipfel. Gut zwei Kilometer ostnordöstlich erhebt sich der wenig höhere und dicht bewaldete Große Auersberg. Beide sind nicht zu verwechseln mit dem Auersberg bei Hilders im hessischen Teil der Rhön.